# Il'ja Šymanovič
Il'ja Sjarheevič Šymanovič (in bielorusso Ілья Сяргеевіч Шымановіч?; 2 agosto 1994) è un nuotatore bielorusso.

## Palmarès
- Mondiali in vasca corta

Windsor 2016: bronzo nella 4x50m misti.
Hangzhou 2018: argento nei 50m rana e nei 100m rana.
Abu Dhabi 2021: oro nei 100m rana.
Budapest 2024: bronzo nei 100m rana.
- Europei

Budapest 2020: argento nei 50m rana.
- Europei in vasca corta

Netanya 2015: bronzo nella 4x50m misti e nella 4x50m misti mista.
Copenaghen 2017: argento nella 4x50m misti mista e bronzo nella 4x50m misti.
Glasgow 2019: argento nei 100m rana e bronzo nella 4x50m misti.
Kazan 2021: oro nei 50m rana e nei 200m rana, argento nei 100m rana.
- Universiadi

Taipei 2017: oro nei 50m rana e nei 100m rana.